# Estadio Acuático Olímpico
El Estadio Acuático Olímpico es un estadio que cuenta con una alberca y está construido en el Parque Olímpico de Río de Janeiro, ubicado en el barrio de Barra da Tijuca, Brasil.
El estadio es el anfitrión de los eventos y la última ronda de clasificación para la fase final para los Juegos Olímpicos de 2016 y de los eventos de natación y Polo acuático para hombres para los Juegos Paralímpicos de Río de Janeiro 2016.
La construcción comenzó en 2013 y tuvo un coste alrededor de 217,100,000 reales. En el proyecto original el estadio tendría capacidad para 18 mil personas y serviría como un centro de entrenamiento para los atletas. Sin embargo, después de que Río fuera elegido como sede de los Juegos Olímpicos se hizo un proyecto para ampliarlo pero al final no se llevó a cabo. Después de los Juegos Olímpicos, el estadio será desmantelado y convertido en dos parques de agua que se instalarán en diferentes ciudades del país.